# Samsung Galaxy Round

Logotipo de Samsung Galaxy Round

Samsung Galaxy Round es un teléfono inteligente de la empresa de telefonía móvil Samsung, fabricado en el año 2013.
Fue lanzado por primera vez en Corea del Sur el día 10 de octubre de 2013 por la empresa especializada SK Telecom.
Este teléfono cuenta con una pantalla OLED curva con resolución 1920×1080 de 5,7 pulgadas y fue el primer teléfono flexible en todo el mundo.
Trata de 7,9 mm de espesor y pesa unos 154 gramos.
En él se ejecuta el sistema operativo de Android 4.3 y tiene un procesador de 2,3  gigahercios, procesador snapdragon 800, una batería de 2800 mAh , y una memoria de 32 gigabyte de almacenamiento interno.